# Rasa Drazdauskaitė
Rasa Drazdauskaitė (ur. 20 marca 1981 w Szawłach) – litewska lekkoatletka specjalizująca się w biegach długodystansowych, uczestniczka igrzysk olimpijskich w Pekinie, Londynie oraz Rio de Janeiro.

## Doping
W 2003 roku została wykluczona z zawodów sportowych z powodu wykrycia w jej organizmie Stanozozolu (sterydu anabolicznego). Kara ta trwała do 2005 roku. 

## Igrzyska olimpijskie
W 2008 roku w Pekinie zajęła 34. miejsce z czasem 2:35:09. W Londynie uzyskała czas 2:29:29, zajmując 27. miejsce. Na swoich trzecich igrzyskach olimpijskich w 2016 roku dobiegła do mety z czasem 2:35:50, co uplasowało ją na 37. pozycji. 